# Papyrus 124
Papyrus 124 (nach Gregory-Aland mit Sigel {\displaystyle {\mathfrak {P}}}124 bezeichnet) ist eine frühe griechische Abschrift des Neuen Testaments. Es handelt sich um Fragmente eines Papyrusmanuskriptes des 2. Korintherbriefes.

## Beschreibung
Bis zum heutigen Tag haben nur Stücke eines Blattes überlebt. Der verbleibende Text von 2. Korinther umfasst die Verse 11,1–4 und 6–9. Der Zustand ist fragmentarisch. Es wurde in einer Spalte mit 14 Zeilen beschrieben. Mittels Paläographie wurde es auf das 6. Jahrhundert datiert.
Der griechische Text des Kodex repräsentiert wahrscheinlich den Alexandrinischen Texttyp. Er wurde 2008 von J. David Thomas veröffentlicht.

## Aufbewahrung
Das Manuskript wird zurzeit in den Räumen der Papyrologie der Bodleian Art, Archaeology and Ancient World Library in Oxford unter der Nummer P. Oxy. 4845 aufbewahrt.

### Abbildungen
- P.Oxy.LXIV 4845 aus der Papyrologie in Oxfords „POxy: Oxyrhynchus Online“.

### Offizielle Registrierung
- „Fortsetzung der Liste der Handschriften“ Institut für Neutestamentliche Textforschung, Universität Münster. (PDF-Datei; 147 kB)